# 奚福泉
奚福泉（1902年5月27日—1983年1月27日），字世明，上海浦东人，中国现代主义建筑师，曾任上海轻工业设计院副总工程师、中国建筑学会理事、上海市人大代表。其代表性作品有南京人民大会堂、江苏省美术馆、上海虹桥疗养院等。

## 生平
奚福泉1902年5月27日生于上海浦东，其父奚澜庆为进出口商人，故家境较为富裕。1914年春，奚福泉考入上海公共租界工部局开办的华童公学（今上海格致中学）。1921年进入同济大学德文专修班，学习一年后赴德国留学，1922年9月到达德国，在哥廷根学习半年德文后，于1923年3月转入达姆施塔特工业大学建筑系学习，其导师是建筑师保罗·迈斯纳，1926年12月取得硕士工程师学位。1927年初，奚福泉进入柏林工业大学建筑系学习，1929年取得工学博士学位，其论文为《中国清代皇家陵寝：古墓建筑》（Die Kaisergräber der Tsing Dynastie in China: ihr Tumulusbau），博士导师是建筑师、汉学家恩斯特·柏石曼。

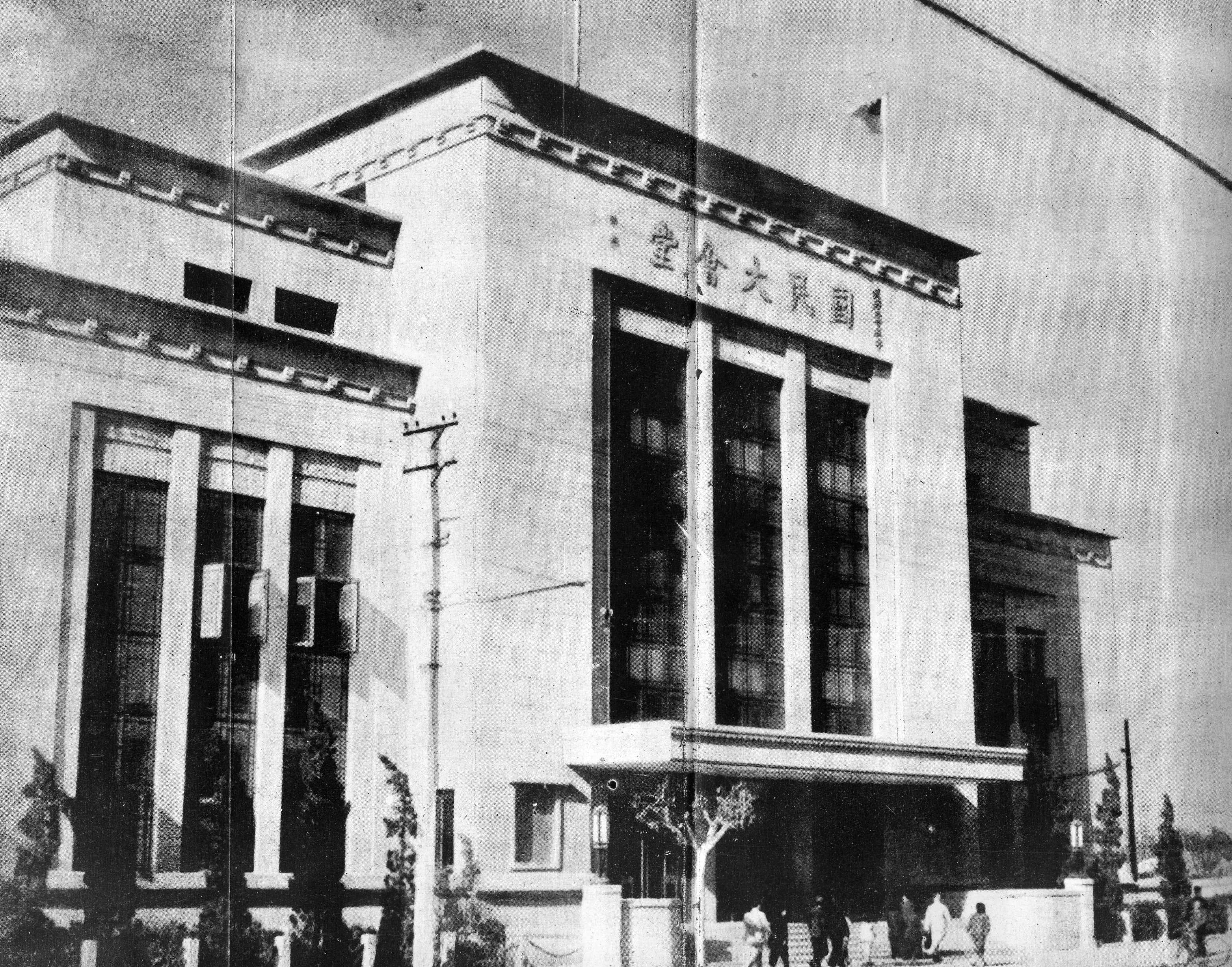
国民大会堂，今南京人民大会堂

博士毕业后，奚福泉与新婚妻子游历英国、法国、美国、日本，1930年7月回到上海，在英国人开办的公和洋行任建筑师，但仅能为外国建筑师当助手。同年7月经建筑师董大酉、黄家骅介绍加入中国建筑师学会。1930年12月上海德国礼拜堂设计竞标期间，奚福泉结识了德国建筑师鲁道夫·汉布尔格，两人曾于1931年至1932年合作设计国民革命军第五师纪念塔和一座学校。1931年4月，奚福泉离开公和洋行，加入上海启明建筑事务所，为主创建筑师。1935年初，奚福泉离开启明建筑，开办公利工程司，自任建筑师兼经理。在上海执业期间，奚福泉在上海、南京两地设计了大量住宅及公寓，以及浦东同乡会大厦、虹桥疗养院、国民大会堂、国立美术陈列馆等公共建筑。
1937年全面抗战爆发后，上海建筑业陷入停顿，奚福泉遂赴西南大后方，于1938年在昆明结识云南官商缪云台，在其支持下得以继续执业，设计了昆明大戏院、昆明裕滇纱厂等建筑。1940年，奚福泉短暂回到上海租界，设计了一批公寓、住宅。上海租界被日军占领后，当局要求建筑师开业须重新登记，奚福泉遂主动歇业，直至抗战结束后才恢复公利工程司。1944年曾加入中国营造学社。
1949年后，奚福泉关闭公利工程司，开办上海奚福泉建筑师事务所，1951年加入联合顾问建筑师工程师事务所。在此期间，因全国处于经济恢复时期，奚福泉仅能承接较小项目，直至一五计划开始。1952年，奚福泉受轻工业部部长黄炎培委托，协助筹建轻工业部基本建设局设计公司华东分公司（今中国轻工业上海设计院），1953年任该公司一级工程师，1956年任副总工程师，负责土建设计的技术指导。在该单位工作期间，奚福泉为大批中国轻工业骨干企业的建设及援外工程项目做出了重大贡献，其参与、指导设计的项目包括南平造纸厂、南京钟表材料厂、广州造纸厂、唐山轻工机械厂、几内亚火柴卷烟厂、阿尔巴尼亚四方造纸厂等。1957年，奚福泉任中国建筑学会第二届理事，还曾任上海市第三、第四、第五、第七届人大代表，中国建筑学会上海分会理事等。奚福泉79岁时离休，1983年1月27日因心脏病突发逝世于上海。

## 家庭
1929年，奚福泉与德国籍女子米勒结婚，育有二子。米勒于1949年1月16日逝世，奚福泉于1950年11月8日与宓美月结婚，育有二女。

## 建筑风格与特点

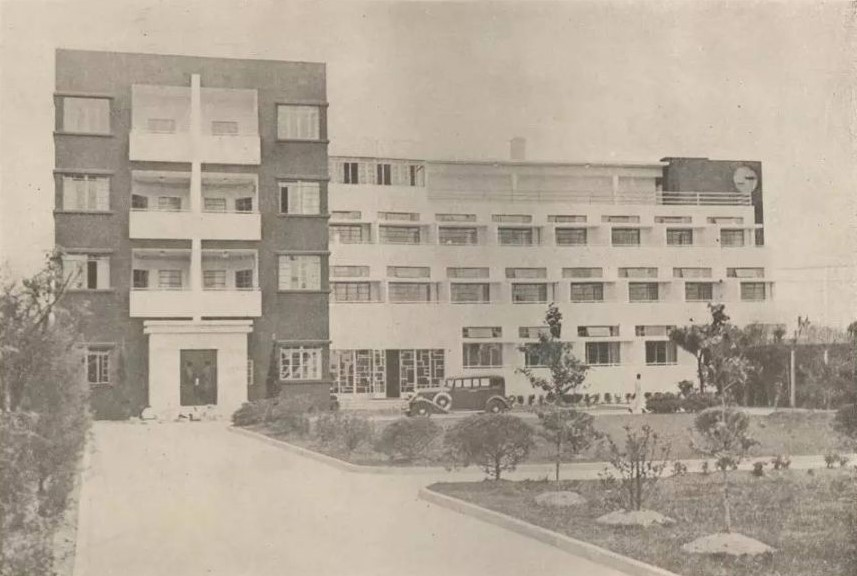
虹桥疗养院，奚福泉的现代主义代表作

奚福泉是中国具有代表性的现代主义建筑师，也是第一位在德国取得工学博士学位的中国建筑师。奚福泉在德国留学期间曾在文章《我国的建筑与营造业》中表示，中国的建筑若要赶上西方国家需要彻底的现代化，认为当时中国的西式建筑“都只是在风格上抄袭，而完全忽略了真正的核心含义，有时半中半西，有时甚至不中不西……不仅在形式与功能上无法尽善尽美，甚至还可能比旧解答更糟糕”。
奚福泉的作品受到德国包豪斯风格影响，讲究功能、经济性和新技术应用，造型简洁明快，构图均衡，比例优美。例如其上海虹桥疗养院设计，从实用出发，兼具实用、卫生、坚固、美观，没有任何与结构无关的装饰；为照顾病人接受阳光的需求，采用阶梯退台式设计，同时使用了隔离紫外线玻璃、隔音塑胶地板等新材料，在建筑界引起巨大反响，被认为是具有代表性的现代主义建筑。在浦东同乡会大厦的设计中，奚福泉巧妙地使用五段六角形凹凸面弥补了建筑基地形状不规则、主立面与道路存在倾角的先天性问题，使建筑仍然显出端正对称的样貌。
与此同时，奚福泉部分作品采用了“中式折中”的风格，即在现代建筑的基础上，将中国传统建筑的部分元素加以简化，运用在立面装饰上，以表达中式风格的象征意象。此类作品包括国民大会堂旧址、国立美术陈列馆旧址与中国国货银行南京分行旧址。以奚福泉、童寯为代表的部分建筑师通过此种实践，在仿西式建筑与“大屋顶”仿传统建筑的潮流中另辟蹊径，试图发展出“中国式现代建筑”的新形式。
奚福泉对中国古代建筑也颇有研究，除研究清代皇家陵寝的博士论文外，还著有《明代十三陵地下建筑研究》等。

## 建筑作品及参与工程
以下为奚福泉所参与的建筑工程的不完全列表，设计师未标明者均为奚福泉作为设计师参与的建筑工程。
| 名称                                         | 年代                 | 地址                            | 图像 | 备注                              |
| -------------------------------------------- | -------------------- | ------------------------------- | ---- | --------------------------------- |
| 都城饭店                                     | 1930-1934年          | 上海市黄浦区江西中路180号       |      | 奚福泉在公和洋行期间参与设计      |
| 河滨大楼                                     | 1931-1935年          | 上海市虹口区北苏州路400号       |      | 奚福泉在公和洋行期间参与设计      |
| 国民革命军陆军第五师阵亡将士纪念塔           | 1932年               | 上海市徐汇区龙华路宛平南路路口  |      | 与鲁道夫·汉布尔格合作设计，已不存 |
| 康绥公寓                                     | 1932年建成           | 上海市黄浦区淮海中路468-494号   |      | [ 1 ] [ 3 ]                       |
| 柯灵故居                                     | 1933年               | 上海市徐汇区复兴西路147号       |      | [ 2 ] [ 3 ]                       |
| 梅泉别墅                                     | 1933年               | 上海市长宁区新华路593弄         |      | [ 1 ] [ 2 ] [ 3 ]                 |
| 上海虹桥疗养院                               | 1934年建成           | 上海市长宁区伊犁路2号           |      | 毁于抗战                          |
| 浦东同乡会大厦（浦东大厦）                   | 1934-1936年          | 上海市延安东路成都路路口        |      | 已不存                            |
| 欧亚航空公司龙华飞机棚厂（龙华机场36号机棚） | 1935-1936年          | 上海市徐汇区                    |      | 已不存                            |
| 建国西路电话局职工住宅                       | 1936年               | 上海市徐汇区建国西路398号       |      | [ 1 ] [ 2 ]                       |
| 玫瑰别墅                                     | 1936年（一说1940年） | 上海市徐汇区复兴西路44弄        |      | [ 1 ] [ 2 ] [ 3 ]                 |
| 中国国货银行南京分行旧址                     | 1935-1936年          | 南京市鼓楼区中山路19号          |      | [ 1 ] [ 2 ] [ 3 ]                 |
| 南京人民大会堂（国民大会堂旧址）             | 1936年建成           | 南京市玄武区长江路264号         |      | [ 1 ] [ 2 ] [ 3 ] [ 5 ]           |
| 江苏省美术馆（国立美术陈列馆旧址）           | 1936年建成           | 南京市玄武区长江路266号         |      | [ 1 ] [ 2 ] [ 3 ]                 |
| 愚园路住宅                                   | 1935-1937年          | 上海市长宁区愚园路749弄23、25号 |      | [ 2 ]                             |
| 阜丰面粉厂圆筒麦仓                           | 1936-1937年          | 上海市普陀区莫干山路号20号      |      | [ 2 ] [ 5 ]                       |
| 自由公寓                                     | 1937年建成           | 上海市徐汇区五原路258号         |      | [ 1 ] [ 2 ] [ 3 ] [ 5 ]           |
| 沙市邮局大楼                                 | 1936-1938年          | 荆州市沙市区中山路13号          |      | [ 1 ] [ 9 ]                       |
| 宜昌邮局大楼                                 | 1938年建成           | 宜昌市西陵区福绥路              |      | 已不存                            |
| 昆明大戏院                                   | 1940年建成           | 昆明市五华区南屏街祥云街路口    |      | 原建筑已改建                      |
| 裕滇纱厂                                     | 1940年建成           | 昆明市西山区环城南路            |      | [ 註 2 ] [ 1 ] [ 3 ] [ 13 ]       |
| 武康路4号                                    | 1939年               | 上海市徐汇区武康路4号           |      | [ 3 ] [ 14 ]                      |
| 武康路111号                                  | 1940年               | 上海市徐汇区武康路111号         |      | [ 3 ] [ 14 ]                      |